# Душан Пурић
Душан Пурић (Ивањица, 1873 — Планина Јагодња, 22. септембар 1914) је био потпуковник српске војске (постхумно унапређен у чин пуковника). Погинуо је као командант Четвртог пешадијског пука „Стеван Немања” у бици на Мачковом камену.

## Биографија
Рођен у 1873. године у Ивањици у трговачкој породици од оца Милана и мајке Тодоре. Основну школу је завршио у родном месту, а затим је похађао Гимназију у Београду. Након завршеног шестог разреда Гимназије, уписао је Војну академију, коју је у 24. класи завршио 1894. године са врло добрим успехом и произведен је у чин артиљеријског потпоручника. Три године је проводи у трупи, а затим је 1899. године завршио Вишу војну академију. Постављен је за команданта пољске батерије у Ћуприји, а после годину дана изабран је за приправника генералштабне струке, и унапређен у генералштабног капетана, због чега је отишао на усавршавање у Француску. По повратку из Француске постављен је за помоћника начелника штаба Дринске дивизије у Ваљеву. Био је командант 17. комбинованог и 6. пешадијског пука

### Балкански ратови
За време Првог Балканског рат 1912. године налазио се на генералштабним пословима Дринске дивизије првог позива. Четврти пук „Стеван Немања” је освојио Зебрњак, у Кумановској бици. Током Другог Балканског рата 1913. године је по сопственој молби молби постављен за команданта 2. пешадијског пука „Књаз Милош” познатијег као „Гвоздени пук”. У Брегалничкој бици показао се као веома храбар и способан војник и старешина.

### Први светски рат
На почетку Првог светског рата 1914. године Пурић командовао је Четвртим пуком „Стеван Немања“ у саставу Ужичке војске која је у садејству са Црногорско- Санџачком војском извршила продор преко Дрине на правцу Вишеград- Романија- Сарајево и угрозила део Поћорекове војске.
Средином септембра 1914. године Пурић се са својим пуком „Стеван Немања“ је бранио правац од Вишеграда преко Мокре Горе ка Ужицу. Када су главне снаге Аустроугарске извршиле офанзиву са форсирањем реке Дрине ка Љубовији, Ковиљачи, Лозници и Ваљеву, када су се заоштриле борбе према Гучеву и Мачковом камену, командант Пурић добија наређење Врховне команде да стигне до Мачковог камена, нападне непријатеља и спречи његово продирање у дубину Србије. Четврти пук Дринске дивизије који је тада ушао у састав Дунавске дивизије, наређење је „беспрекорно извршио“ записано је у српској историографији. После напорног марша и попуне пука у Ваљеву, Душан Пурић стиже у најтежим тренуцима у непосредну близину Мачковог камена. У ноћи између 21. и 22. септембра врши непосредне припреме за јуриш свог славног пука и тада издаје историјску заповест официрима 4. пука:
Војници, ми смо овде дошли да гинемо за Отаџбину. Командири испред својих водова и чета, команданти испред својих батаљона, а ја ћу испред свих. За мном!. У јуриш! За слободу и Отаџбину!— Душан Пурић, Мачков камен
Битку је преживело само 1.000 војника и старешина. Душан Пурић је погинуо међу првима у најжешћем судару прса у прса. Постхумно је унапређен у чин пуковника, због успешног командовања и показаној храбрости у одбрани отаџбине.
У улици Војводе Степе 68, у Београду, налази се спомен плоча Душану Пурићу, постављена 2003. године, а у Ужицу његова биста у центру града, постављена 2010. године.